# Sabbat (japanische Band)
Sabbat ist eine japanische Thrash-/Black-Metal-Gruppe.

## Geschichte
Die Band wurde 1983 unter dem Namen Evil gegründet. Die erste Besetzung bestand aus Gezol (Bass), Ozny (Gitarre), Elizaveat (Gitarre), Valvin (Schlagzeug) und Sänger Toshiya. Bereits vorher hatten alle Mitglieder bis auf Ozny ab 1981 zusammen in Bands wie Aburamushi, Hot Rod und Black Beast gespielt und dort hauptsächlich NWoBHM-Bands wie Iron Maiden und Demon gecovert. Die erste dieser Bands war Aburamushi, in der Elizaveat und Gezol mit einigen Mitschülern Material der Punk-Band Anarchy coverten. Mit Evil wurde eigenes Material geschrieben und eingespielt, im August 1983 trat die Band erstmals live auf.
1984 verließ Toshiya die Band und Gezol entschloss sich, zusätzlich zum Bass den Gesang zu übernehmen. Im Sommer 1984 wurde die Band in Sabbat umbenannt, und im Herbst trat die Band in ihrer Heimatstadt Kuwana und ihrer Umgebung auf.
1985 erschien die erste, selbstbetitelte Single unter Eigenregie, limitiert auf 300 Exemplare. Gezols Bruder Samm ersetzte Valvin. 1986 verbrachte die Band mit Auftritten in Japan, ein Auftritt beim Under the Castle wurde im japanischen Fernsehen gezeigt. Weniger als zwei Wochen später kam es zu einer ersten bandinternen Krise. Sabbat war für zwei aufeinanderfolgende Auftritte in Tokio gebucht worden, aber Gitarrist Ozny verprügelte am ersten Abend einen Fan, der ihm den Stinkefinger gezeigt hatte. Der Auftritt am nächsten Abend fand ohne Ozny statt, zwei Wochen später trat Sabbat zum letzten Mal mit Ozny, trennte sich danach von ihm und machte als Trio weiter.
1987 erschien die zweite Single Born by Evil Blood. Nach einem familiären Todesfall entschlossen sich die Brüder Gezol und Samm, nicht mehr live zu spielen; ein Abschiedskonzert fand am 13. September 1987 in Nagoya vor 43 Besuchern statt. Im Oktober ging die Band jedoch erneut ins Studio und veröffentlichte Anfang 1988 die Single Desecration und 1989 die vierte Single The Devil’s Sperm Is Cold. Letztere brachte ihnen auf Grund des schlechten Englischs Hohn und Spott der ausländischen Metal-Presse.
1989 kehrte die Band nun doch mit einem Live-Programm zurück, allerdings hatte Samm sich Sacrifice angeschlossen. Dennoch fand im Mai ein Konzert statt, wobei die Besetzung nur für diesen Auftritt bestand. Gezol konnte außerdem Elizaveat für ein gemeinsames Konzert im Oktober gewinnen. Zorugelion wurde ein festes Mitglied der Band als Ersatz für Samm. Da die Band einen Live-Gitarristen als Ersatz für Elizaveat brauchte, konnte sie 1990 nicht live auftreten, veröffentlichte jedoch die Single The Seven Deadly Sins, die drei Stücke mit Samm am Schlagzeug enthielt. Elizaveat unterstützte die Band im Studio, solange sie keinen neuen Gitarristen gefunden hatte, und spielte mit Sabbat einzige offizielle Demoaufnahme Sabbatical Demon und das Debütalbum Envenom ein. Kurz vor der Vollendung des Albums stieß Sabbat auf Temis Osmond, der einige Gitarrensoli für das Album einspielte und dort als Gastmusiker aufgeführt wurde, aber bis zur Veröffentlichung 1991 ein festes Mitglied geworden war. 1991 wurde eine Europatournee in Angriff genommen und erste Vorgespräche mit dem österreichischen Label Lethal Records geführt. Ein Vertrag kam jedoch nicht zustande.
Anfang 1992 entstand das zweite Album Evoke, auf dem Temis Osmond und Gezol sich den Gesang teilten und auch Zorugelion Gesangspassagen übernahm. Das Album erschien im Sommer 1992 über Evil Records. Im Dezember 1992 nahm Sabbat ein drittes Album auf. Außerdem widmete die dreizehnte Ausgabe von Japans Untergrund-Metal-Magazin F.E.T.U. vom Januar 1993 sich Sabbat; 33 der 36 Seiten enthielten Sabbat-Interviews, -Bilder und detaillierte Informationen. Das dritte Album Disembody erschien Anfang 1993; im Herbst ging die Band erneut ins Studio; zum zehnjährigen Bestehen wurde ein Album mit Neuaufnahmen alter Stücke eingespielt, das jedoch nicht ihre nächste Veröffentlichung wurde. Stattdessen entstand 1994 ihr viertes Album Fetishism; erst danach erschien der erste Teil des Albums zum zehnjährigen Bestehen, Black up Your Soul…, mit Elizaveat als Gastmusiker, und die Band gab am 6. Juni ein Konzert in Nagoya, bei dem Samm und Ozny als Gäste mitspielten. Außerdem veröffentlichte die Band erstmals einen Tonträger außerhalb Japans. Im Herbst veröffentlichte Holycaust Recorde aus den USA die MCD Sabbatical Devilucifer mit unveröffentlichten Demoaufnahmen, und Entropy Records aus Italien veröffentlichte Envenom für den europäischen Markt erneut.
Seitdem sind mehr als 100 Tonträger in den unterschiedlichsten Formaten veröffentlicht worden, von denen die meisten einer Limitierung im dreistelligen Bereich unterliegen. Darunter befinden sich auch eine Vielzahl offizieller Live-Bootlegs oder Serien-Veröffentlichungen. Besonders bekannt ist etwa die Harmageddon-Serie, die an die Assault-Singles von Venom angelehnt ist. Auch ist es der Wunsch der Band, die Band-Hymne Black Fire in möglichst vielen Sprachen zu veröffentlichen.
Mit Iron Pegasus Records ist mittlerweile ein deutscher Vertrieb gefunden. Seit 1999 erscheinen die Veröffentlichungen in beiden Ländern parallel. Befreundet ist Gezol überdies mit der deutschen Band Desaster. Unter dem Namen Metalucifer hat Gezol ein Heavy-Metal-Projekt am Laufen, das sich auf europäischen Metal der alten Schule spezialisiert hat und von dem eine japanische und eine deutsche Besetzung existieren. 
2005 fand eine Tournee durch die Vereinigten Staaten und Kanada statt. 2006 stieg Ishidamien für Temis Osmond ein.

## Stil
Sabbat ist stark von Venom beeinflusst und covert die Band auch live. Weitere Einflüsse sind Iron Maiden, Bathory, Slayer, Destruction und Sodom. In der offiziellen Biographie wird Sabbats Musik als harter, roher und schneller Metal bezeichnet. Gezol kritisiert an modernem Black Metal, dass dessen Emphase auf dem Black liege, und betont, dass die von Sabbat auf dem Metal liege und der Stil sich entsprechend mehr am Heavy Metal und Thrash Metal orientiere. Bei The BNR Metal Pages wird …for Satan and Sacrifice als größtenteils „roher, primitiver, Mitteltempo-Death Metal, mit häufigem Kopfnicken Richtung frühe Venom, und einigem Mitt-80er-Prä-Death-Thrash“ beschrieben.
Die Texte der Band handeln von Okkultismus und Satanismus; Gezol wollte sich von anderen Bands wie Casbah, Jurassic Jade, Doom, Raging Fury, Loudness, 44 Magnum, Sniper oder Reaction abgrenzen und interessierte sich für Themen wie Okkultismus, Geister, Satanismus und seltsame Geschichten, daher sei es für ihn und die anderen Mitglieder natürlich gewesen, diese Themen aufzugreifen.

## Diskografie (Auswahl)

### Alben
- 1991: Envenom
- 1992: Evoke
- 1993: Disembody
- 1994: Fetishism
- 1996: The Dwelling
- 1999: Karisma / Charisma (japanische und englische Version)
- 2000: Satanasword
- 2003: Karmagmassacre
- 2011: Sabbatrinity
- 2024: Sabbaticult

### Livealben
- 1995: Live at Blokula

### Kompilationen
- 1994: Black up Your Soul…
- 1995: …for Satan and Sacrifice
- 1999: Sabbatical Rites
- 2004: Mion’s Hill – 20th Anniversary Special Release 1984–2004
- 2004: …to Praise the Sabbatical Queen
- 2008: The Harmageddon Vinylucifer Singles
- 2014: Sabbatical Earlyearslaught
- 2024: The Harmageddon Vinylucifer Singles – Part 2

### EPs
- 1985: Sabbat
- 1987: Born by Evil Blood
- 1988: Desecration
- 1989: The Devil’s Sperm Is Cold
- 1990: The Seven Deadly Sins

Die Auswahl bezieht sich auf die beim band-eigenen Label Evil Records sowie den Labels Iron Pegasus Records und Nuclear War Now! Productions erschienenen Veröffentlichungen.

### Harmageddon-Serie
- 1996: Japanese Harmageddon – Live 666 (LP)
- 1997: European Harmageddon (Picture-7’’)
- 1997: Scandinavian Harmageddon (7’’)
- 1998: East European Harmageddon (7’’)
- 1998: American Harmageddon (7’’)
- 1998: Asian Halmageddon (7’’)
- 1998: African Harmageddon (7’’)
- 1999: South American Harmageddon (7’’)
- 1999: Oceanic Harmageddon – Live 666 Single Edition (7’’)
- 2000: Baltic Harmageddon – Sabbatical Magicurse (7’’)
- 2000: Sabbatical Magicrypt – French Harmageddon (7’’)
- 2000: Iberian Harmageddon – Sabbatical Magicrucifixion (7’’)
- 2000: Russian Harmageddon (Picture-LP)
- 2001: Dietsland Harmageddon – Sabbatical Magicrest (7’’)
- 2001: Antarctic Harmageddon (Split-LP mit Satanas, Magnesium und Disarm)
- 2001: Minami-Kyushu Harmageddon – Sabbatical Magichaos (7’’)
- 2003: Tribute to Fetu – Naniwa Harmageddon (7’’)
- 2003: Brigitte Harmageddon (Bootleg-CD)
- 2003: Sabbatical Satanachrist Slaughter – Bay Area Harmageddon (3x6’’)
- 2006: Icelandic & Greenlandic Harmageddon (7’’)

### Weitere Splits
- 1996: Headbangers Against Disco (Split mit Gehennah, Infernö und Bestial Warlust)
- 2000: The Bulldozer Armageddon Volume 1 (Split mit Imperial)
- 2001: A Fool in Love / Reign of Terror (Split mit Gorgon)
- 2001: Unholy Grave / Sabbat (Split mit Unholy Grave)
- 2001: Japanese Metal Destruction (Split mit Terror Squad)
- 2001: Sabbatical Splitombstone (Split mit Unpure)
- 2003: Kamikaze Splitting Roar (Split mit Abigail)
- 2005: Sabbatical Desasterminator (Split mit Desaster)
- 2005: Tokyo Genocidemonslaught (Split mit Asbestos)
- 2005: Sabbat / Forever Winter (Split mit Forever Winter)
- 2005: Sabbatical Gorgonslaught (Split mit Gorgon)
- 2006: Sabbatical SiameseChristBeheading (Split mit Surrender of Divinity)
- 2006: The Syonan-To Massacres… (Split mit Ironfist)
- 2006: Sabbatical Goat Semen (Split mit Goat Semen)
- 2008: Bolivian Demonslaught (Split mit Metalucifer)
- 2008: Asian Tyrants / Evil Dream (Split mit Metalucifer)
- 2009: Anniversarius (Split mit Desaster)
- 2010: Evil Hellbangers (Split mit NunSlaughter)
- 2010: Evil Hellbangers 2 (Split mit NunSlaughter und Zombie Ritual)

### Exklusive Beiträge für Sampler
- 1994: Black Fire (Bilingual Version), Satanic Rites (‘94 Mix Version) und In Satan We Trust (Short Version) auf Far East Gate in Inferno
- 1999: Kick the Metallican auf Thrashing Holocaust
- 2000: Evoke the Evil (Live) auf The Return of Darkness & Hate
- 2002: Yoochuu (Live in Japan) auf Jesus Wept / Black Arts comp #1
- 2007: Samurai Zombies auf Thrash Metal Warriors